# Oratorio dell'Immacolata Concezione (Bastia)
L'Oratorio dell'Immacolata Concezione (Oratoire de l’Immaculée Conception in francese, Oratoriu di l'Immaculata Cuncezziò in còrso) è un edificio di culto cattolico situato nel quartiere di Terra Vecchia della città còrsa di Bastia. È stata classificato come monumento storico il 3 febbraio 2000.

## Storia
Costruito nel 1589, fu rifatto nel 1609 nelle forme attuali. Dal 1636 al 1666, anni in cui la chiesa di San Giovanni Battista era in ricostruzione, l'oratorio della Concezione funse da parrocchiale per il quartiere di Terra Vecchia.
Fu teatro anche di numerose riunioni politiche e, nel 1795, fece da sede del parlamento del Regno Anglo Corso. Per simboleggiare la presenza di re Giorgio III di Gran Bretagna fu collocato un trono.

## Descrizione
Il sagrato antistante l'oratorio presenta un mosaico risseu, di chiara origine ligure. Il portale barocco dell'edificio fu eretto nel 1704 mentre l'intero rivestimento esterno, in lastre di marmo di Carrara, fu realizzato tra il 1858 ed il 1859. L'interno presenta un'evidente impronta genovese: le pareti infatti sono ricoperte di damaschi mentre i pilastri sono coperti da velluti. Le volte sono invece decorate con affreschi e stucchi realizzati nel XVII secolo e completati da pittori italiani nel 1855. Sull'altare maggiore è conservata copia dell'Immacolata Concezione del Murillo realizzata dal pittore francese Léon Olivié nel 1869.